# FK Radnik Surdulica
El FK Radnik Surdulica es un equipo de fútbol de Serbia que juega en la Superliga Serbia, la liga de fútbol más importante del país.

## Historia
Fue fundado en el año 1926 en la ciudad de Surdulica con el nombre SSK, aunque el club desapareció al finalizar la Segunda Guerra Mundial.
En 1946 el club fue refundado por iniciativa de Borivoje Milenković y Božidar Stanković como FK Polet Surdulica; y para 1950 lo cambiaron a FK Hidrovlasina. En 1951 el club se fusiona con el FK Molidbena Belo Polje para crear al equipo actual.

## Palmarés
- Prva Liga Srbija: 2

2014/15, 2024/25
- Sprska Liga Srbija Este: 1

2012/13